# Eyre Coote (officier britannique)
Ne doit pas être confondu avec Eyre Coote.
Eyre Coote (né le 20 mai 1762, mort le  10 décembre 1823) est un général britannique d'origine irlandaise qui a notamment participé à la guerre d'indépendance des États-Unis ainsi qu'aux guerres de la Révolution française. 
Il fut également Gouverneur de Jamaïque. En 1816, il fut destitué de son grade de général, en raison d'une conduite indigne de celle d'un officier.